# Kristallschädel

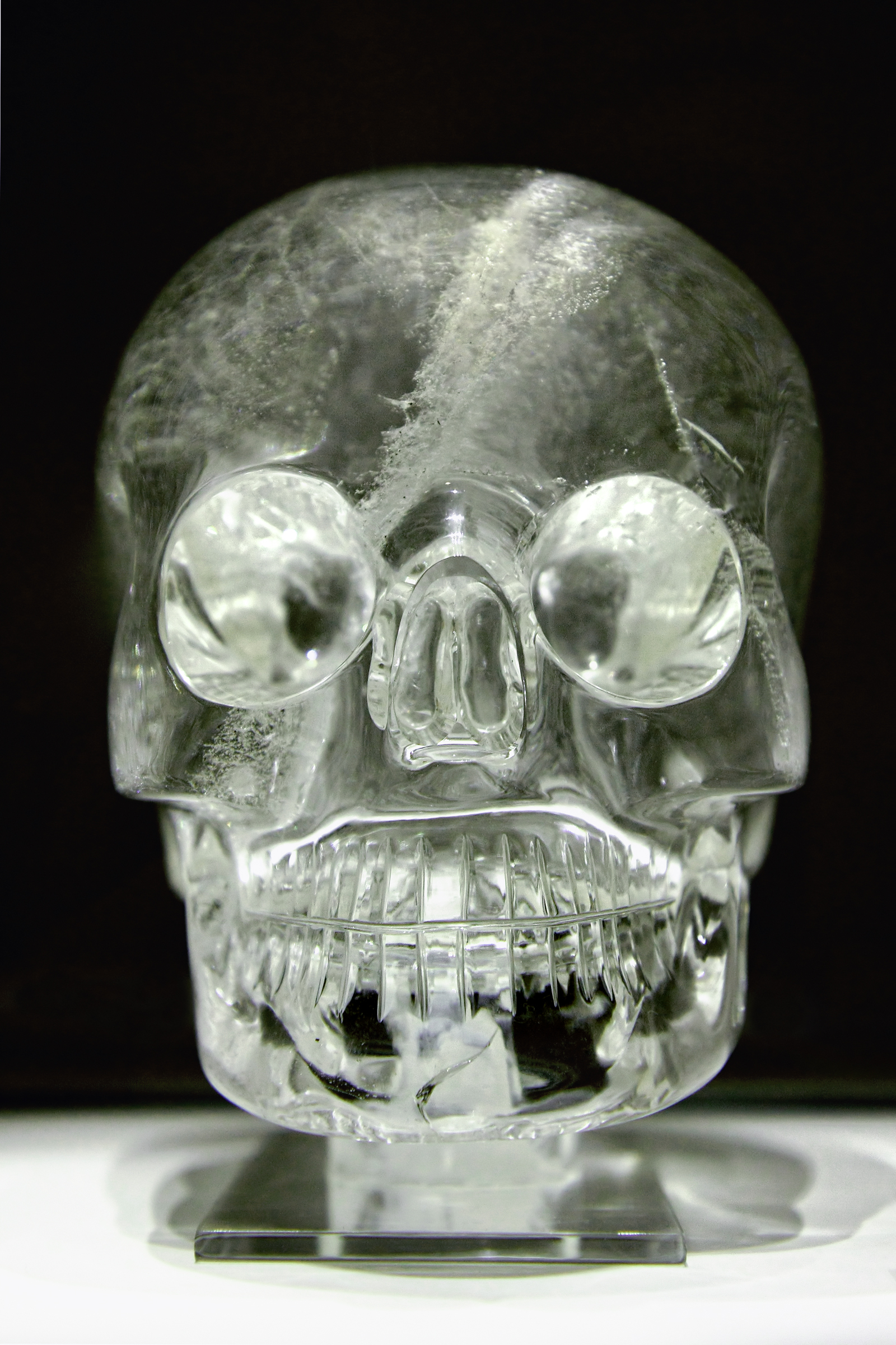
Der Kristallschädel aus dem British Museum in London

Bei Kristallschädeln handelt es sich um aus Bergkristall oder anderen Edelsteinen gearbeitete Nachbildungen menschlicher Schädel, von denen behauptet wird, sie seien Produkte meso-, mittel- oder südamerikanischer Hochkulturen (Inka, Maya oder Azteken).
Die Zuschreibung zu indianischen Hochkulturen stützt sich lediglich auf Behauptungen und ist nicht durch nachprüfbare archäologische Befunde oder unabhängige historische Dokumente untermauert.
Das Alter und die genaue Herkunft dieser Kristallschädel sind daher bis heute umstritten, und wiederholt wurden bisher in Museen ausgestellte Kristallschädel als Fälschungen identifiziert.

## Forschung

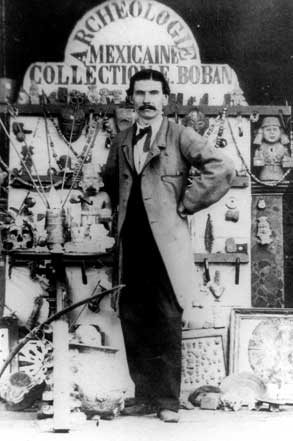
Eugène Boban, französischer Antiquar 1867

Viele Wissenschaftler halten die Kristallschädel für modernere Anfertigungen, die im 19. Jahrhundert im heute rheinland-pfälzischen Idar-Oberstein, einem Zentrum der europäischen Kristallschleiferei, entstanden seien. Die elektronenmikroskopische Untersuchung des Londoner Kristallschädels förderte Bearbeitungsspuren zutage, wie sie nur von neuzeitlichen Schleifwerkzeugen verursacht werden. Der früheste Beleg über die Existenz eines solchen Kristallgegenstandes datiert in das 19. Jahrhundert.
Die Kontroverse, ob es sich um altertümliche Artefakte oder moderne Fälschungen handelt, hält bis heute an. Ein Grund hierfür ist, dass sich das Alter von Kristallbearbeitungen nicht exakt datieren lässt. Es wird versucht, dies über Spuren von sehr regelmäßigen, nur von Maschinen erzeugbaren Abrieb- und Polierspuren festzustellen.

## Bekannte Kristallschädel

### Mitchell-Hedges-Kristallschädel
Der wohl berühmteste, lebensgroße Kristallschädel mit einem Gewicht von 5,3 kg wurde angeblich 1924 in Lubaantun im damaligen Britisch Honduras (heute Belize) von der 17-jährigen Anna Mitchell-Hedges entdeckt, als sie ihren Adoptivvater Frederick Albert Mitchell-Hedges (1882–1959) bei einer Ausgrabung begleitete, bei der dieser davon überzeugt war, „Atlantis“ entdeckt zu haben. Nach einer anderen Quelle hatte Mitchell-Hedges den Kristallschädel allerdings im Jahr 1943 für 400 Pfund bei Sotheby’s vom Vorbesitzer Sidney Burney ersteigert. Besonders hervorzuheben ist neben seiner nahezu perfekten Bearbeitung, dass er im Unterschied zu den meisten anderen Kristallschädeln einen abnehmbaren Unterkiefer besitzt, der aus dem gleichen Stück Kristall wie der Schädel gearbeitet ist. Diese Tatsache und die große Ähnlichkeit zum besser untersuchten Londoner Schädel (weiter unten) führen Wissenschaftler zu der Vermutung, dass es sich auch hierbei um eine Fälschung handelt.
Frank Dorland, einer der Autoren, die die Schädel einem breiten Publikum vorstellten, kam zum Schluss: Wenn man übernatürliche Kräfte oder heute nicht mehr bekannte Techniken der Bearbeitung aus dem Spiel ließe, hätten die Maya den Kristallschädel mit manueller Politur jahrhundertelang bearbeiten müssen. Bei etwa zwölf Stunden Arbeit pro Tag am Objekt wäre dieser Theorie zufolge der Schädel erst nach 1600 Jahren fertiggestellt gewesen. Jedoch ist die Bearbeitung von Bergkristall eher unproblematisch. In Europa sind die Techniken zur Bearbeitung seit Jahrhunderten bekannt, wie beispielsweise aus Bergkristall gefertigte Trinkgefäße aus der Zeit des Barocks zeigen, die im Dresdner Grünen Gewölbe gezeigt werden.

### Londoner Kristallschädel

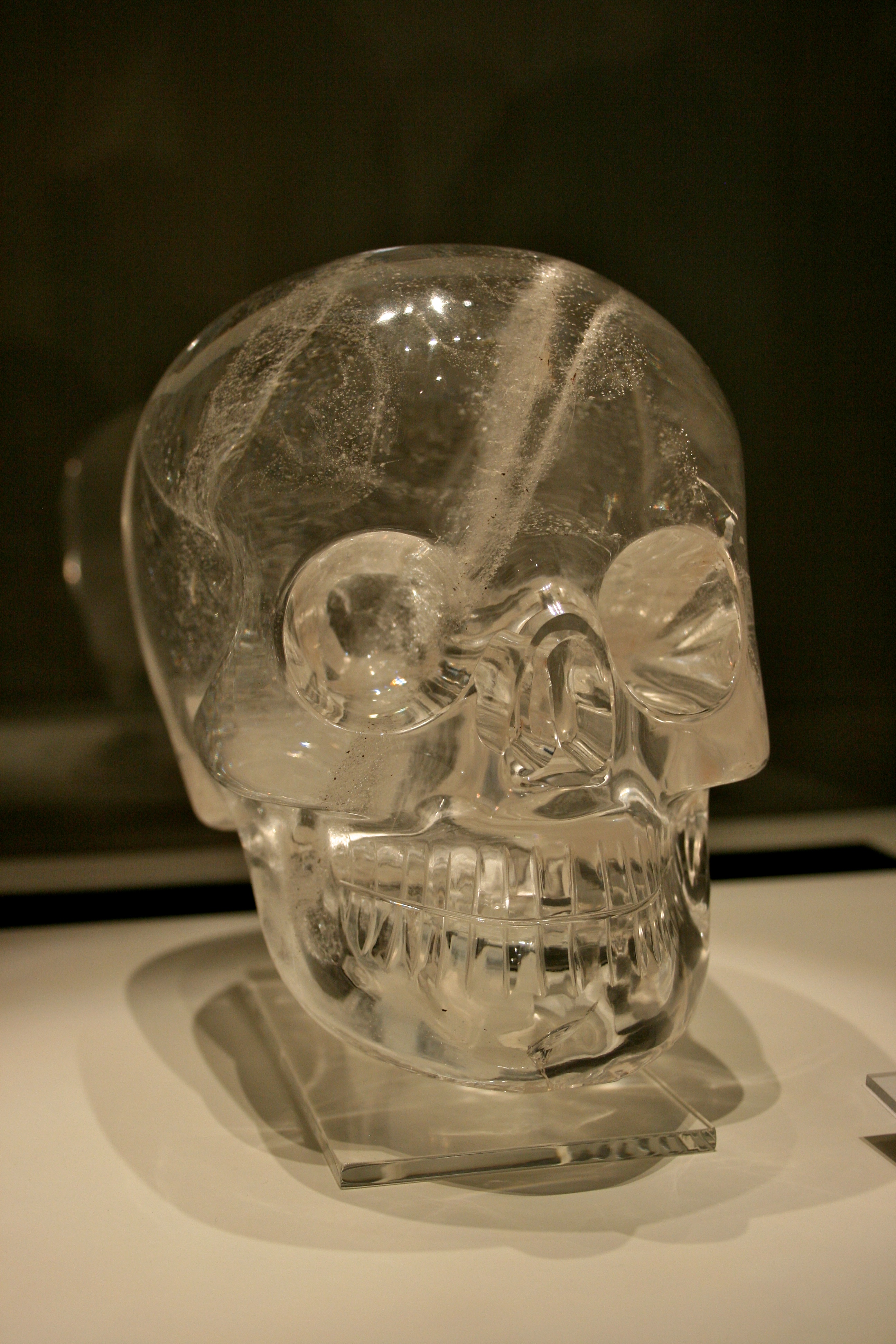
Der Londoner Kristallschädel

Der Londoner Kristallschädel ist dem „Mitchell-Hedges-Schädel“ sehr ähnlich, besitzt aber keinen abnehmbaren Unterkiefer. Er wurde angeblich im 19. Jahrhundert in Mexiko entdeckt und wird im British Museum ausgestellt.
Ein Expertenteam des Britischen Museums veröffentlichte Untersuchungsergebnisse, die den indianischen Ursprung des Londoner Schädels in Frage stellen. Elektronenmikroskopische Analysen wiesen auf der Kristalloberfläche Spuren nach, die auf den Einsatz von Schleifrädern hinweisen, die aber wiederum in den amerikanischen Hochkulturen nicht verwendet wurden. Das Team wies darüber hinaus darauf hin, dass die Kristallart des Schädels zwar in Mexiko nicht vorkomme, aber sehr wohl aus Brasilien bekannt sei. Vor dem Hintergrund dieser Erkenntnisse kam das Team zu dem Schluss, dass es sich um eine Arbeit aus dem 19. Jahrhundert handle, die möglicherweise in Deutschland ausgeführt und als angeblich echtes Fundstück der aztekischen Kultur verkauft worden sei.

### Pariser Kristallschädel

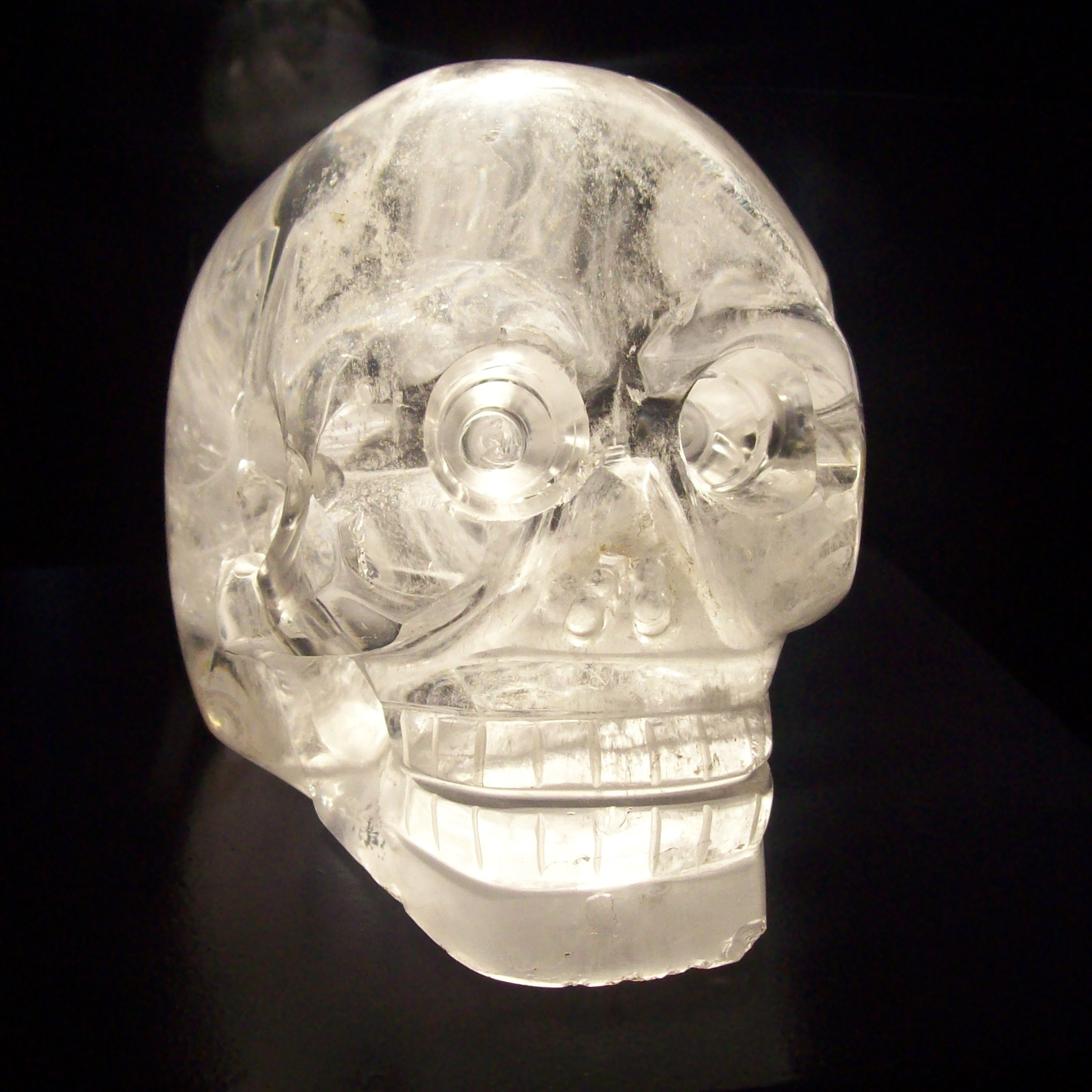
Kristallschädel im Musée du quai Branly in Paris

Dieser Schädel ist deutlich kleiner als Lebensgröße, besteht aus trübem Quarz und ist auch gröber gearbeitet als der Mitchell-Hedges- und der Londoner Schädel. Er befindet sich im Musée du quai Branly. Auch er wurde angeblich in einem Grab in Mittelamerika entdeckt, allerdings ist mittlerweile anhand von Spuren von Eisen nachgewiesen, dass der Schädel mit modernen Fräsen bearbeitet wurde. Zudem war Eisen den präkolumbischen Völkern noch unbekannt. Außerdem spricht das auffällige Loch, das senkrecht durch den Schädel gebohrt wurde, gegen eine aztekische Herkunft, da diese die Schädel ihrer Opfer horizontal durchbohrten.
Vermutlich wurde der Schädel von dem Antiquar Eugène Boban gefälscht und nach Frankreich eingeführt.

## Popkultur
Kristallschädel sind ein beliebtes Thema der Popkultur, besonders von Abenteuergeschichten und im Bezug zur Science-Fiction der Prä-Astronautik. Ihnen werden dort besondere Kräfte zugeschrieben.
- Eine Comic-Serie mit Bezug zum Thema ist Die Götter aus dem All, eine Reihe von acht Comic-Heften polnischer Autoren zwischen 1978 und 1983.
- In der Eldorado-Serie der monatlich erscheinenden Comiczeitschrift Mosaik erhält Wido Wexelgelt, ein Begleiter der Abrafaxe,  eine goldene Statue, die einen Kristallschädel mit magischen Eigenschaften enthält, als Geschenk eines südamerikanischen Indianerstamms.
- In den vier zwischen 1995 und 1999 veröffentlichten Abenteuerromanen Indiana Jones und der Stein der Weisen, Indiana Jones und die Brut des Sauriers, Indiana Jones und das Geheimnis von Thule sowie Indiana Jones und das Geheimnis der Sphinx von Max McCoy stellt die Rückerlangung eines von Indiana Jones in Britisch-Honduras gefundenen Kristallschädels eine romanübergreifende Nebenhandlung dar. Besondere Bekanntheit erlangte das Thema durch den Abenteuerfilm Indiana Jones und das Königreich des Kristallschädels von Steven Spielberg aus dem Jahr 2008.
- In der Science-Fiction-Serie Stargate – Kommando SG-1 geht es in der Folge Der Kristallschädel (3x21) aus dem Jahr 2000 um das Thema.[6]
- Die US-amerikanische Metalband Mastodon befasst sich 2006 im Album Blood Mountain musikalisch mit dem Thema.
- In der sechsbändigen Fantasyreihe Die Geheimnisse des Nicholas Flamel kommen im vierten Teil Der unheimliche Geisterrufer aus dem Jahr 2010 Kristallschädel vor.
- Das Artikelthema wird auch behandelt im von André Marx verfassten Buch Die drei ??? und der Kristallschädel (erschienen im Juli 2021).

## Dokumentarfilme
- Die Kristallschädel. bzw. Die Macht der Kristallschädel (= Mythen der Geschichte. bzw. Mythen-Jäger. Folge 5). 50 Min. Vereinigtes Königreich 2012.[7][8][9]